# Les âmes sœurs
Les âmes sœurs (dt.: „Seelenverwandte“) ist ein französischer Spielfilm von André Téchiné aus dem Jahr 2023.

## Handlung
David arbeitet bei den französischen Streitkräften im Rang eines Leutnants. Bei einem Auslandseinsatz in Mali wird er bei einer Explosion schwer verletzt. David wird nach Frankreich zurückgebracht, leidet aber infolge des Vorfalls unter Amnesie. Er beginnt eine lange Rekonvaleszenz, wobei er von seiner hingebungsvollen Schwester Jeanne unterstützt wird. Sie versucht im Haus der Familie in den Pyrenäen seine Erinnerung wiederzubeleben. David scheint aber nicht darauf aus zu sein, sich mit dem zu versöhnen, wer er vor der Explosion war.

## Hintergrund
Les âmes sœurs ist der 30. Spielfilm des französischen Regisseurs André Téchiné, für den er auch das Drehbuch gemeinsam mit Cédric Anger verfasste. Beiden hatten auch an Téchinés vorangegangenem Film Nos années folles (2017) zusammengearbeitet. In den Hauptrollen als Geschwister Jeanne und David sind die französischen Schauspieler Noémie Merlant und Benjamin Voisin zu sehen. Ursprünglich sollten die Rollen mit Charlotte Gainsbourg und Louis Garrel besetzt werden.
Der Film wurde von Olivier Delbosc für die Gesellschaft Curiosa Films produziert. Die Produktionskosten werden mit 4,6 Millionen Euro angegeben.

## Veröffentlichung und Rezeption
Der Film startete am 12. April 2023 im Verleih von Ad Vitam in den französischen Kinos.